# 7 Seeds
7 Seeds (セブンシーズ, Sebun shīzu, de l'anglais seed signifiant graine) est une série de mangas de science-fiction scénarisée et illustrée par Yumi Tamura. Cette série met en scène un monde post-apocalyptique, où la civilisation humaine a été supprimée après une pluie de météorites. L'action se déroule dans le Japon du futur et suit les différentes équipes de jeunes gens envoyés à leur insu par le gouvernement pour perpétuer l'espèce humaine. Chaque équipe est composée de sept personnes, d'où le titre de la série. L'histoire suit les points de vues de Natsu, de l'équipe de l'été, et Hana, de l'équipe du printemps. 
Elle a été publiée entre 2001 et 2017 dans le magazine shōjo Bestucomi puis dans Flowers (à partir du volume 2) et compilée en 35 volumes au Japon. Vendue à plus de 10 millions d'exemplaires au Japon, la série a reçu le prix Shōgakukan du « meilleur shōjo de l'année 2007 » et s'est vendu à 6 millions d'exemplaires en 2019. Après la fin de la série, un spin-off en un tome, 7 Seeds Gaiden, est publié en janvier 2018. La version française a été publiée par Pika Édition à partir de mars 2008, dans la collection Seinen et dix tomes sont parus en 2010. Après des négociations infructueuses avec l'éditeur japonais, Pika Edition annonce le 18 avril 2012 l'arrêt définitif de la série en France, aux côtés de Tetsuwan Birdy et Lord, après n'avoir donné aucune nouvelle à son sujet pendant deux ans, provoquant la colère des fans de la série. La série a été publiée partiellement en chinois par Daran (tomes 1 et 2) puis Tong Li (jusqu'au tome 25). La série est également publiée en Indonésie (stoppée à 27 tomes chez Elex Media) et en intégralité en Thaïlande (publiée de 2006 à 2022) et en Corée du Sud par l'éditeur ISMG. 
Une adaptation en anime par le studio Gonzo est sortie sur Netflix le 28 juin 2019.

## Synopsis
La menace que constituerait la chute sur Terre d'un objet céleste, de quelques dizaines de kilomètres de diamètre ou plus, pousse divers États à se réunir secrètement afin de trouver des moyens d'y remédier. Des années plus tard, c'est-à-dire de nos jours, 28 jeunes japonais, préalablement sélectionnés, sont enlevés en secret (bien que leurs familles aient été payées pour taire ces disparitions) puis cryogénisés par le gouvernement dans le cadre du projet « 7 Seeds », proposé 15 ans auparavant, lors de ces réunions.
Parallèlement, et également en secret, plus de cent enfants sont, à partir d'ovules et de spermatozoïdes sélectionnés, conçus puis élevés en secret dans un lieu du Japon dont on sait seulement qu'il s'agit d'une propriété « d'un riche ministre ». Ceux-ci sont entraînés afin de pouvoir survivre dans un milieu hostile et les moins compétents sont progressivement éliminés afin que seulement sept d'entre eux soient cryogénisés et envoyés dans le futur. Cette équipe d'élite est l'équipe A de l'été, et est la seule équipe dont les membres connaissaient leur destin.
Cinq groupes de sept personnes sont formés, et sont envoyés dans des lieux différents. Aux côtés de chacun de ces groupes, un adulte, appelé « guide », est également cryogénisé. Son rôle est de guider et de protéger les autres membres du groupe. On ne connaît pas tous les guides, mais il semble qu'ils soient des fonctionnaires de l'État s'étant portés volontaires.
Chacun de ces groupes a un nom de code : l'équipe de l'hiver, envoyée à Hokkaidō ; l'équipe du printemps, basée à Tokyo ; les équipes A et B de l'été, qui se trouvent au nord et au sud de Kyūshū ; et l'équipe de l'automne qui finira par se fixer dans le Kansai.
Après la catastrophe, une courte ère glaciaire semble s'être abattue sur la Terre, ce qui laisse présager que s'il a existé des abris, leurs habitants n'ont pas survécu. Au moment où les équipes se réveillent, il n'y a donc plus de vie humaine au Japon.
Ce réveil intervient après une période encore indéterminée mais à priori assez longue. Le réveil des équipes est conditionné par un ordinateur, embarqué dans la capsule contenant les équipes cryogénisées, qui analyse les conditions climatiques extérieures afin que les équipes se réveillent dans un environnement vivable ; c'est pourquoi les équipes ne se réveillent pas toutes au même moment. Ainsi, au commencement de la série, quand l'équipe B de l'été se réveille, c'est deux mois après l'équipe A de l'été, trois ans après l'équipe de l'automne, et plus de quinze ans après l'équipe de l'hiver.
Si l'environnement est vivable, la nature n'en est pas moins hostile, et rend la survie difficile.

## Personnages

### Équipe B de l'été
L'équipe B de l'été a été créée après les quatre autres équipes japonaises et se compose de personnes en bonne santé, mais rebelles ou mal adaptées à la société. Ils émergent de leurs sommeils cryogéniques au début du manga près d’une île de la mer de Chine orientale au large de la Préfecture de Nagasaki dans l'ouest du Kyūshū, et doivent se rendre à la cache de nourriture au pied du Fuji Bungo dans la Préfecture d'Ōita.
Natsu Iwashimizu (岩清水 ナツ, Iwashimizu Natsu)
Voix japonaise : Yuuka Nanri (ja) (drama CD), Nao Tōyama (anime) , voix française : Lisa Caruso
Une jeune fille de 16 ans douloureusement timide, maladroite et renfermé, personnage principal des chapitres consacrés à l'équipe B de l'été. Natsu est une personne qui du mal à s'exprimer vu qu'elle a été toujours rejetée par sa famille à la maison et victime d'intimidation à l'école. Elle devient essentielle à la survie de l'équipe en observant et en notant ce qu'elle découvre, par exemple quels aliments sont comestibles ou non. Elle a des sentiments contradictoires pour Arashi, sachant qu'il a une petite amie. Elle est fréquemment taquinée par Semimaru.
Arashi Aota (青田 嵐, Aota Arashi)
Voix japonaise : Kōsuke Toriumi (drama CD), Jun Fukuyama (anime) , voix française : Yoann Sover
Petit ami d'Hana de l'équipe du printemps, âgé de 17 ans. Arashi agit comme le protecteur de Natsu et est souvent décrit comme une personne compatissante et attentionnée. Très proche de Semimaru et de Natsu, c'est à eux et à Hana qu'il pense en premier en cas de danger. A l'école, lui et Hana étaient membres de l'équipe de natation et il a une peur bleue des insectes.
Semimaru Asai (麻井 蝉丸, Asai Semimaru)
Voix japonaise : Katsuyuki Konishi (drama CD et anime) , voix française : Adrien Larmande
Un jeune rebelle de 18 ans. Semimaru aime taquiner Natsu, c'est un garçon énergique qui est très actif au sein du groupe.
Matsuri Tendō (天道 まつり, Tendō Matsuri)
Voix japonaise : Ikumi Matsuno (drama CD), Kana Asumi (anime) , voix française : Fily Keita
Fille d'un agriculteur, âgée de 16 ans. Matsuri avait fugué de chez elle avant d'être plongée en sommeil cryogénique. Elle et Semimaru sont les plus énergiques du groupe.
Chimaki Yamori (守宮 ちまき, Yamori Chimaki)
Voix japonaise : MIKI (drama CD), Akira Ishida (anime) , voix française : Thierry d'Armor
Un étudiant en art, âgé de 19 ans. Chimaki aime peindre et sculpter et a pour habitude de sculpter et de dessiner des peintures murales sur des parois rocheuses.
Hotaru Kusakuri (草刈 螢, Kusakuri Hotaru)
Voix japonaise : Ai Tokunaga (ja) (drama CD), Aoi Yūki (anime) , voix française : Lila Lacombe
Une fillette de 12 ans avec une forte intuition, qui prédit toujours le temps avec précision.
Kaname Mozunoto (百舌戸 要, Mozunoto Kaname)
Voix japonaise : Kazuhiko Inoue (drama CD et anime) , voix française : Gilles Morvan
Individu mystérieux probablement âgé entre 37 et 38 ans, Mozu a de bonnes capacités de survie. Souhaitant resté anonyme, il entretient des relations compliquées avec les membres de l'équipe.
Botan Saotome (早乙女 牡丹, Saotome Botan)
Voix japonaise : Gara Takashima (drama CD), Yōko Sōmi (anime) , voix française : Corinne Wellong
Guide de l'équipe B de l'été. Botan est une policière et sait donc facilement comment faire face aux situations dangereuses auxquelles est confrontée l'équipe. Jeune femme honnête, elle est très direct quand elle communique avec les autres membres du groupe.

### Équipe du printemps
L'équipe du printemps est sorti de son sommeil cryogénique quelques mois après l’équipe B de l'été près d’une île au large des côtes des Régions de Kantō dans le centre d'Honshu et voyage vers Ogino Fuji dans la Préfecture de Kanagawa.
Hana Sugurono (末黒野 花, Sugurono Hana)
Voix japonaise : Satsuki Yukino (drama CD), Yōko Hikasa (anime) , voix française : Marie Giraudon
Petite amie de 17 ans d'Arashi Aota, elle est le personnage principal des chapitres sur l'équipe du printemps. Elle est décrite comme une jeune fille belle, attrayante et volontaire; Arashi la voit comme un garçon manqué tandis que Fujiko et Haru la considèrent comme une jeune fille très énergique. Elle très douée pour la survie en milieu hostile grâce à l'entraînement de son père. Elle faisait partie de l'équipe de natation de son école et pratiquait l'escalade comme passe-temps.
Mansaku Tsunomata (角又 万作, Tsunomata Mansaku)
Voix japonaise :  Ryōtarō Okiayu (drama CD, anime) , voix française : Jérémy Bardeau
Jeune homme fort, âgé de 18 ans. Mansaku est un archer de talent. Il est dépeint comme une personne décontractée qui aime la méditation et la poésie de l'époque de la dynastie tang.
Fujiko Amacha (甘茶 藤子, Amacha Fujiko)
Voix japonaise : Miho Yamada (ja) (drama CD), Shizuka Itō (anime) , voix française : Claire Baradat
Jeune fille de 17 ans qui rêve de devenir médecin et astronaute. Elle était bénévole dans un centre médical à l'étranger quand elle a été placée en sommeil cryogénique. Fujiko s'entend bien avec Hana.
Haru Yukima (雪間 ハル, Yukima Haru)
Voix japonaise : Sōichirō Hoshi (drama CD), Hirofumi Nojima (anime) , voix française : Antoine Fleury
Jeune prodige du piano âgé de 16 ans. Haru est dépeint comme un jeune homme intelligent mais craintif, snob et réservé. Lorsqu'il découvre que le monde qu'il a connu a disparu il dit à Hana qu'il est soulagé d'être débarrassé de la pression causée par le besoin absolu de victoire durant les compétitions de piano.
Momotaro Nobi (野火 桃太郎, Nobi Momotaro)
Voix japonaise : Yumiko Kobayashi (drama CD), Ryō Hirohashi (anime) , voix française : Kaycie Chase
Un jeune génie de 12 ans venant du Sendai.
Chisa Taiami (鯛網 ちさ, Taiami Chisa)
Voix japonaise : Chiaki Ōsawa (ja) (drama CD), Mamiko Noto (anime) , voix française : Marianne Leroux
Jeune femme de 18 ans, issue d'une famille prestigieuse et qui a une forte influence politique. Chisa est une potière qualifiée. Elle est décrite comme une jeune fille polie et obéissante, utilisant un langage respectueux lorsqu'elle communique avec les autres.
Hibari Niigusa (新草 ひばり, Niigusa Hibari)
Voix japonaise : Eri Kitamura (anime) , voix française : Clara Quilichini
Une petite fille de 12 ans qui reste dans le coma après avoir été sortie du sommeil cryogénique. Jusqu'à son réveil du coma, elle est prise en charge par Chisa.
Tosei Yanagi (柳 踏青, Yanagi Tōsei)
Voix japonaise :  Taiten Kusunoki (drama CD), Hisao Egawa (anime) , voix française : Loïc Houdré
L'adulte qui sert de guide à l'équipe du printemps. Avant d'être placé en sommeil cryogénique Tosei était membre des Forces japonaises d'autodéfense. Il est décrit comme un homme disciplinaire, arrogant et misogyne.

### Équipe de l'automne
L’équipe d’automne émerge du sommeil cryogénique environ trois ans avant le début de la série dans la mer du Japon, au large des côtes de la région du Kansai, dans l’ouest d'Honshū, et se rend à Kobe Fuji, dans la préfecture de Hyōgo. Ils sont dirigés par Akio et Ran, qui ont renversé le guide de l’équipe, Ryoya, et asservissent le reste des membres à des tâches telles que l’élevage du maïs, l’élevage du bétail et le tissage.
Akiwo Haza (稲架 秋ヲ, Haza Akiwo)
Voix japonaise : Kenta Miyake (anime) , voix française : Xavier Thiam
Le chef de l’équipe d’automne, un homme d’affaires jeune et prospère qui travaille sur internet, il a étudié en Amérique et maîtrise l’anglais et l’espagnol. Lui et Ran dominent le reste de l’équipe d’automne, les forçant à respecter des quotas.
Ran Shishigaki (猪垣 蘭, Shishigaki Ran)
Voix japonaise : Mayumi Asano (anime) , voix française : Barbara Kelsch
Ran est une femme agressive et égoïste qui travaillait auparavant comme architecte. Elle agit en tant que partenaire d'Akio et tous deux parlent souvent en anglais et en espagnol pour ne pas oublier leurs compétences en langues étrangères. Elle entretient une profonde rancune envers l'organisation qui l'a choisie pour faire partie du projet Seven Seeds.
Hazuki Karita (刈田 葉月, Karita Hazuki)
Voix japonaise : Takanori Hoshino (anime)  , voix française : Cedric Ingard
Un ancien judoka olympique.
Kurumi Shikano (鹿野 くるみ, Shikano Kurumi)
Voix japonaise : Ai Kakuma (anime) , voix française : Valérie Bachère
Femme gentille et douce qui a de l'expérience grâce à son séjour dans une ferme en Nouvelle-Zélande.
Ryusei Ogiwara (荻原 流星, Ogiwara Ryūsei)
Voix japonaise : Kaito Ishikawa (anime) , voix française : Romain Altché
Un jeune homme qui joue au play-boy.
Akane Nashimoto (梨本 茜, Nashimoto Akane)
Voix japonaise : Mikako Komatsu (anime) , voix française : Caroline Pascal
Une plongeuse qualifiée, décrite comme ayant une forte intuition au sujet des fantômes et les esprits.
Sakuya Yamaki (八巻 朔也, Yamaki Sakuya)
Voix japonaise : Daisuke Sakaguchi (anime) , voix française : Dimitri Rougeul
Un ancien étudiant en droit avec une memoire eidetique.
Ryoya Izayoi (十六夜 良夜, Izayoi Ryōya)
Voix japonaise : Kenjiro Tsuda (anime) , voix française : Tony Marot
Un ancien pompier et guide irrésolu de l'équipe d'automne.

### Équipe de l'hiver
L'équipe d'hiver sort du sommeil cryogénique dans l'océan Pacifique au large des côtes sud d'Hokkaidō environ quinze ans avant le début de la série. Trois membres meurent pendant la sortie du sommeil et sur le chemin vers la cache au mont. Meakandake, ils sont attaqués par un tigre à dents de sabre, qui tue leur guide et Mutsuki. Les trois derniers survivants, Mitsuru, Fubuki et Takahiro, décident alors resserrer leur liens pour assurer leur survie.
Takahiro Aramaki (新巻 鷹弘, Aramaki Takahiro)
Voix japonaise : Nozomu Sasaki (anime) , voix française : Grégory Laisné
Personnage principal des chapitres centrés sur l'équipe de l'hiver. Takahiro est un joueur de baseball talentueux et célèbre, décrit comme le meilleur lanceur de ces 50 dernières années.
Fubuki Samejima (鮫島 吹雪, Samejima Fubuki)
Voix japonaise : Kenji Nojima (anime) , voix française : Damien Hartmann
Un autre joueur de baseball talentueux et bien connu comme Takahiro. Il est décrit comme un joueur unique.
Mitsuru Kagurazaka (神楽坂 美鶴, Kagurazaka Mitsuru)
Voix japonaise : Houko Kuwashima (anime) , voix française : Véronique Soufflet
Mitsuru est une lycéenne qui étudie la danse traditionnelle japonaise . Elle fait d'abord semblant de détester Fubuki, mais avoue plus tard être une grande fan de Fubuki et de Takahiro avant d'être placée dans un centre de conservation cryogénique.
Mutsuki Karezono (枯園 睦月, Karezono Mutsuki)
Étudiant universitaire de première année spécialisé en journalisme. Il saute d'une falaise après avoir été mortellement blessé par le tigre qui tue Kumakawa.
Arare Fushizuke (柴漬 アラレ, Fushizuke Arare)
Une membre de l'équipe d'hiver qui meurt pendant la sortie du sommeil cryogénique. Dans les cahiers de données, on la voit tenant des produits chimiques dans sa main.
Fuka Ayatori (綾取 風花, Ayatori Fūka)
Une membre de l'équipe d'hiver qui meurt pendant la sortie du sommeil cryogénique. Dans les cahiers de données, sa photo montre ses vêtements cousus, suggérant qu'elle est peut-être une styliste.
Toji Murozaki (室咲 冬至, Murozaki Tōji)
Un membre de l'équipe d'hiver qui meurt pendant la sortie du sommeil cryogénique. Dans les cahiers de données, on le voit en train de cueillir des pommes dans un arbre et de les mettre dans un panier.
Sayuru Kumakawa (熊川 冴, Kumakawa Sayuru)
Le guide de l'équipe d'hiver. Il est tué par un tigre à dents de sabre peu après avoir été sorti du sommeil cryogénique.

### Équipe A de l'été
Les membres de l’équipe A de l’été ont été conçus spécialement pour le projet Seven Seeds par le gouvernement japonais. Ils ont été choisis parmi 100 bébés, conçu génétiquement à partir d’ovocytes et de spermatozoïdes soigneusement sélectionnés. Pour cette raison, aucun des membres de l’équipe A de l'été n’a de nom de famille. Ces bébés sont élevés sur une île et où on leur enseigne la survie en pleine nature jusqu'à l'âge de 17 ans. À ce moment-là, un dernier test leur est imposé pour sélectionner les sept enfants placés en sommeil cryogénique.
Ceux qui échouent au projet auraient quitté l'île pour rejoindre le reste de la société, mais il est révélé qu'ils ont été tués pour être ensuite utilisés comme engrais pour les plantes. Chaque enfant est initié à sept classes de survie : eau, feu, vent, terre, plantes, animaux et médecine. À 13 ans, ils choisissent deux classes pour se spécialiser. Finalement, un survivant est sélectionné pour représenter chaque classe. Ils sortent de leur sommeil cryogénique dans l'océan Pacifique au large des côtes du sud de Kyūshū, un peu plus tard que l'Équipe du printemps.
Ango (安吾)
Voix japonaise : Kenshō Ono (en) (anime) , voix française : Nicolas Duquenoy
Le spécialiste des classes feu et eau, Ango est le personnage principal des chapitres centré sur l'équipe A de l'été. Il est le meilleur élève du projet et le rival de Ryou avec qui il partage un respect mutuel.
Koruri (小瑠璃)
Voix japonaise : Haruka Chisuga (en) (anime) , voix française : Alice Orsat
La spécialiste du vent et de la médecine. Koruri a les cheveux naturellement bouclés.
Ryō (涼, Ryō)
Voix japonaise : Takahiro Sakurai (anime) , voix française : Pascal Nowak
Aussi spécialisé dans les classes feu et eau, Ryō est l'éternel rival d'Ango avec qui il partage un respect mutuel. Il est décrit comme un garçon rebelle avec une attitude froide, capable d’évaluer les situations de manière impartiale, mais montre parfois un aperçu de compassion.
Ayu (あゆ)
Voix japonaise : Yū Shimamura (en) (anime) , voix française : Céline Melloul
Surnommé Madonna pour sa beauté, Ayu est la meilleure dans les classes plantes et terre.
Gengoro (源五郎, Gengorō)
Voix japonaise : Takuya Satō (en) (anime) , voix française : Benjamin Pascal
Le spécialiste des classes animales et végétales. Gengorou est dépeint comme une personne gentille et mature. Lui et Ango se respectent beaucoup.
Ban (鷭)
Voix japonaise : Takuma Terashima (en) (anime) , voix française : Jhos Lican
Le spécialiste des classes animale et médical. Ban est décrit comme une personne lent et socialement maladroit, mais il est rapide quand il traite une personne blessée.
Nijiko (虹子)
Voix japonaise : Junko Minagawa (anime) , voix française : Laëtitia Lefebvre
La spécialiste des classes terre et eau, Nijiko est toujours dépeinte comme une fille toujours calme et reposé.
Unami (卯浪)
Voix japonaise : Masashi Sugawara (en) (anime) , voix française : Bernard Bollet
Guide de l'équipe A de l'été, c'est un imbécile orgueilleux qui n'hésite pas frappé ces élèves.

### Chiens-loups d'Aramaki
- Fubuki
- Mitsuru
- Diamant (ou Dia)
- Batterie (ou Bat's)
- Balle
- Gant
- Batte
- Mouffle
- Base
- Monticule
- As

### Autres personnages
- Mozu
- Peanuts

## Écosystème
Le milieu futuriste décrit dans le manga est à la fois singulier et inspiré de plusieurs écosystèmes préhistoriques, d'où l'apparition d'animaux similaires à ceux de telles époques (ammonites, smilodons, dinosaures, etc.).

### Climat
La période décrite semble être celle d'un changement climatique. Cependant la présence d'arthropodes géants vivants à l'air libre (volumes 2 et 3) et la vitesse de propagation du feu de montagne auquel les deux derniers membres de l'équipe de l'hiver ont affaire (volume 4) laissent supposer que l'atmosphère y comporte un taux d'oxygène bien plus important qu'aujourd'hui.
Le Japon ne possède plus que deux saisons : une saison sèche et une saison des pluies, qui diffère de la mousson par le fait qu'il y pleut plus et plus longtemps.

### Faune et flore

#### Île du chat
Cette île, située au sud-ouest du Japon, apparait deux fois dans l'histoire : dans les volume 1 et 2 des espèces variées mais, comme on l'apprendra plus tard, peu nombreuses peuplent cette île. Dans le volume 6, il n'y reste, de la vie, que des traces. L'endroit ressemble à un cimetière d'animaux alors que seulement quelques mois se sont écoulés.
Les espèces animales rencontrées sur cette île sont les suivantes :
- rats : il ne s'agit pas de véritables rats mais d'une espèce de mammifères divisée en deux sous-espèces, une herbivore et une omnivore. La première est une proie de choix pour la seconde. D'après Mozu, ces deux sous-espèces mangent des plantes toxiques pour l'homme. Natsu tentera d'en apprivoiser un mais celui-ci sera tué par Mozu ;
- sangsues ;
- cafards blanc : il s'agit d'insectes voraces et omnivores. Il semble qu'ils soient d'origine souterraine ;
- crocodiles.

On notera également la présence des plantes suivantes :
- bananiers ;
- une espèce de champignons inconnue, non comestible ;
- trois espèces de plantes carnivores géantes : une espèce de nepenthes, une espèce de dionée et une espèce de droséra.

#### Île des insectes
Cette île, située quelque part au large du Kanto, est la deuxième à apparaitre dans l'histoire. Son écosystème est analogue à celui du carbonifère. Il semble que les animaux de cette île sont tous des arthropodes.
On y rencontre les quatre espèces suivantes :
- libellule géante : cette espèce ressemble à la méganeura
- une espèce d'insectes sociaux non-identifiés, qui sont grands comme des abeilles
- ligie : il semble s'agir d'un crustacé isopode
- mante : cet animal est nommé ainsi en raison de ses pattes antérieures, qui sont semblables à ceux d'une mante mais il semble qu'il s'agit plutôt d'un amphipode.

Dans la végétation de l'île, on trouve, entre autres, une espèce semblable au bambou et des espèces de plantes qui ressemblent à des lépidodendrons et à des sigillarias.
À proximité de l'île, la flore marine est riche en plantes aquatiques et comporte également des coquillages, des animaux ressemblants à des crabes et des ammonites. Il n'y a, en revanche, aucun poisson.

#### Kyushu (partie nord)
À la suite de l'effondrement du mont Aso, Kyushu est redevenue ce qu'elle était à l'origine : deux îles distinctes, une au nord et une au sud.
Dans celle du nord, on peut, entre autres, trouver des singes, au moins deux espèces de mammifères inconnus, une sorte de lézards et des larves non-identifiées. Cela dit, il semble qu'il n'y ait aucun insecte volant sur cette l'île.

#### Honshu (partie nord-est)
Dans ce futur, Honshu est, comme Kyushu, divisée en deux parties. Ici, c'est au niveau de la Fossa Magna que l'île est divisée.
Vers la fin de la saison sèche, l'île ressemble à un désert et on peut y observer des animaux ressemblant à des dinosaures théropodes inanimés qui semblent morts mais ne font qu'hiberner en attendant la saison des pluies. Des plantes hautes de plus de deux mètres poussent sur le corps de certains d'entre eux mais on ignore si ceux-là hibernent comme les autres ou sont morts. On ignore également quel est la nature du lien entre l'animal et la plante (s'agit-il d'une symbiose ou d'un parasitage ?…). À l'exception de rares cactus, ces plantes inconnues sont les seules à vivre sur l'île durant cette période de l'année.
En revanche, au début de la saison des pluies, la nature s'éveille et le susdit désert se transforme vite en enfer verdoyant.
À l'ouest, la mer abrite de gigantesques poissons qui ressemblent à des poissons abyssaux. Ces poissons, improprement qualifiés de poissons pélagiques par Aramaki, semblent être les seuls de ce futur.

##### Kantō
La plaine de Kantō a été envahie par la mer et d'anciennes constructions humaines (principalement des immeubles) y font office d'îles.
Celles-ci abritent des rats, des animaux aquatiques carnivores ou omnivores ressemblant à des iguanes et des animaux volants qui semblent être des chauve-souris.

#### Hokkaido
Le paysage de l'île d'Hokkaido à beaucoup changé depuis notre époque. Si les températures sont à peu près les mêmes, la composition de l'écosystème à beaucoup changé.
Ainsi, si elle ne semblent plus contenir de poissons, les rivières sont riches en crustacés ressemblants à des crabes et des crevettes.
Sur la terre ferme, la végétation comporte des arbres et des arbustes pouvant former des bois mais est principalement composée d'herbe.
Les animaux terrestre, en revanche, sont, pour la plupart, des mammifères de petite taille, comme des rongeurs, mais on trouve au moins trois espèces plus imposantes:
- des loups ou des chiens-loups
- des tigres à dents de sabres ressemblant à des smilodons
- des animaux grands comme des sangliers ressemblant à des chevaux

#### Honshu (partie sud-ouest)
Contrairement à d'autres îles de l'archipel, la partie sud ouest de Honshu a une végétation semblable à celle de notre époque. En fait, la plupart des plantes de l'île ont évolué en des plantes semblables mais différentes et adaptées aux sols de l'île qui sont devenus plus acides qu'avant. De toutes les plantes de notre époque que l'équipe de l'automne a essayé de cultiver, seul le maïs est parvenu à pousser.
Les animaux, en revanche, ont bien plus changé. On y trouve des fourmis et au moins deux espèces de guêpes : des guêpes noires, dont la piqure est douloureuse, rend malade mais n'est pas mortelle ; et des guêpes jaunes, dont la piqure est, semble-t-il, plus grave.
De leur côté, les membres de l'équipe de l'automne élèvent les espèces suivantes :
- des petits poulets
- des animaux semblables à des lamas élevés pour leur lait et leur capacité à porter un poids important.
- une espèce semblable aux mammifères terrestres rencontrés par l'équipe de l'été sur l'île de Kyushu

## Manga

### Fiche technique
- Édition japonaise : Shōgakukan
  - Nombre de volumes sortis : 35 (terminé)
  - Date de première publication : mars 2002
  - Prépublication : Flowers
- Édition française : Pika Édition
  - Nombre de volumes sortis : 10 (série abandonnée)
  - Date de première publication : mars 2008
- Autres éditions :
  -  Elex Media Komputindo

### Liste des chapitres
| no | Japonais          | Japonais          | Français        | Français          |
| no | Date de sortie    | ISBN              | Date de sortie  | ISBN              |
| --- | ----------------- | ----------------- | --------------- | ----------------- |
| 1 | 26 mars 2002      | 4-09-138013-1     | 5 mars 2008     | 978-2-84599-835-3 |
| Liste des chapitres : Le livre de l'île Chapitre 1 : Réveil tardif Chapitre 2 : Un bruit d'ailes blanches Chapitre 3 : Un pas silencieux Chapitre 4 : Un fauve si doux |                   |                   |                 |                   |
| Le livre de l'île Quatre personnes, une jeune fille nommée Natsu Iwashimizu, une jeune femme nommée Botan Saotome, et deux garçons adolescents aux caractères opposés nommés Semimaru Asai et Arashi Aota se réveillent en pleine nuit dans un lieu étrange en pleine mer. Tous ont pour derniers souvenirs d'avoir diné puis s'être couchés chez eux. Le dit lieu étant en train de couler, ils s'enfuient dans un canot de sauvetage et arrivent sur une île dont la forme évoque celle d'un chat. Bien que visiblement non habitée, l'île semble, en un premier temps accueillante mais son exploration tourne vite au cauchemar. Ils rencontrent un homme bizarre, qui leur dit qu'il s'agit là d'un projet du gouvernement. |                   |                   |                 |                   |
| 2 | 26 septembre 2002 | 4-09-138014-X     | 7 mai 2008      | 978-2-84599-859-9 |
| Liste des chapitres : Le livre de l'île Chapitre 5 : Le jour du commencement Le livre de l'arrivée du printemps Chapitre 1 : Fleur Chapitre 2 : Eau Chapitre 3 : Étoiles |                   |                   |                 |                   |
| Le livre de l'île Continuant l'exploration de l'île, qu'ils ont nommé île du chat, dans l'espoir d'apercevoir une autre terre, Natsu, Botan, Arashi et Semimaru rencontrent trois personnes: Hotaru Kusakari, Matsuri Tendô et Chimaki Yamori. Ilst sont rejoints par l'homme bizarre rencontré la veille, qui dit s'appeler Mozu. Cependant, même au sommet de l'île, ils ne voient aucune autre terre mais une découverte de Natsu leur permet de déduire qu'ils sont à la jonction de la mer et d'un lac. Parallèlement, Botan confirme les propos de Mozu en révélant aux sept autres protagonistes que leur situation est le fruit d'un projet gouvernemental nommé seven seeds, dont ils sont l'équipe B de l'été (dont elle est le guide). Elle leur dit ce qu'elle en sait après leur avoir raconté comment on en était venu à créer un tel projet. Le livre de l'arrivée du printemps Ailleurs, sur une autre île, un autre groupe de huit personnes se trouve dans une situation similaire. Tôsei Yanagi, le doyen et seul adulte du groupe, leur a dit qu'ils sont l'équipe du printemps du projet seven seeds, et qu'il est leur guide. |                   |                   |                 |                   |
| 3 | 26 mars 2003      | 4-09-138015-8     | 9 juillet 2008  | 978-2-84599-893-3 |
| Liste des chapitres : Le livre de l'arrivée du printemps Chapitre 4 : Vie Le livre du premier jour de l'été Chapitre 1 : Tempête Chapitre 2 : Château Le livre du vent d'est Chapitre 1 : Le chemin du retour Chapitre 2 : Le démon du son |                   |                   |                 |                   |
| Le livre de l'arrivée du printemps Alors que ceux-ci le croyaient mort, les membres de l'équipe du printemps se retrouvent face à M. Yanagi, qui affirme avoir découvert un moyen de fuir l'île. Cependant, Hana remarque des choses anormales dans son comportement. Le livre du premier jour de l'été L'équipe B de l'été, après avoir quitté l'île du chat, progresse vers le nord-est sans savoir où ils sont exactement et finissent par découvrir leur position à Nagasaki. Botan décide alors de se rendre au Mont Yufukade, ou Bungo Fuji, dans la préfecture d'Ôita, où se trouve un abri contenant des provisions et du matériel dont ils pourraient avoir besoin. Le livre de l'arrivée du printemps De son côté, suivant les dernières instructions de m. Yanagi (qui, cette fois, est bien mort), l'équipe du printemps arrive dans le Kanto, qu'ils découvrent envahi par la mer. À Yokohama, ils trouvent des œufs et en emportent quelques-uns sans se douter des conséquences de cet acte. |                   |                   |                 |                   |
| 4 | 26 janvier 2004   | 4-09-138016-6     | 8 octobre 2008  | 978-2-84599-927-5 |
| Liste des chapitres : Le livre du vent d'est Chapitre 3 : Mer de verdure Chapitre 4 : Le sens de la vie Le livre de l'hiver Chapitre 1 : Hurlements lointains Chapitre 2 : Pluie nocturne Chapitre 3 : L'arc-en-ciel de l'au-delà Chapitre 4 : Voyage |                   |                   |                 |                   |
| Le livre du vent d'est Continuant leur progression vers l'ouest, l'équipe du printemps arrive à l'emplacement du Mont Fuji, qui a disparu. Cependant ils y trouvent des signes qui leur permettent de trouver l'un des « sept Fuji » dont Yanagi leur avait parlé et l'abri qui s'y trouve. Arrivés dans l'abri, ils trouvent un message signé par Natsu. Le livre de l'hiver Retour quinze ans en arrière, bien que l'on ne s'en apercevra qu'au volume 5. À Hokkaido, trois des membres de l'équipe de l'hiver n'ont pas survécu à leur hibernation. Le guide de l'équipe, Sayuru Kumakawa, annonce aux quatre autres membres de l'équipe, Aramaki Takahiro, Mitsuru Kagurazawa, Mutsuki Karezono et Fubuki Samejima, qu'ils doivent atteindre Meakande, l'un des sept fuji, où se trouve l'abri le plus proche, sans connaitre les dangers de cette traversée. Peu après, une sorte de tigre à dents de sabre tue Kumakawa et arrache un bras de Mutsuki, qui se suicide après avoir indiqué aux trois autres la direction de Maendake. Ceux-ci entament alors la traversée sans savoir ce que le destin leur réserve. |                   |                   |                 |                   |
| 5 | 26 août 2004      | 4-09-138017-4     | 3 décembre 2008 | 978-2-84599-956-5 |
| Liste des chapitres : Le livre de la montée des arêtes Chapitre 1 : Des fourmis et des pommes de terre Chapitre 2 : Des vers de terre et du maïs Chapitre 3 : Du tabac et la lune Chapitre 4 : Du lait et une tombe Chapitre 5 : Un vent brûlant et des fleurs de cerisier Chapitre 6 : La lune des eaux et la lune des dieux Le livre de l'eau de pluie Chapitre 1 : Le cycle d'humidification |                   |                   |                 |                   |
| Le livre de la montée des arêtes Peu de temps avant les évènements du livre du vent d'est, Natsu et Arashi, progressant vers le Kanto, sont retrouvés par Semimaru. Le lendemain, Arashi est piqué par une guêpe et tombe rapidement malade. Cédant à la panique, Natsu s'enfuit mais, contre toute attente, trouve un homme, nommé Ryôra Izayoi, qui s'avère être le guide de l'équipe de l'automne. Cependant, même si la rencontre avec ce guide se passe bien, on ne peut en dire autant de celle de l'équipe de l'automne. Elle vit dans un village non loin de là, et dont l'organisation, qui est de type féodale, est mal comprise par les trois voyageurs. De plus, ceux-ci sont pris pour trois voleurs car Semimaru, sans en parler ni à Arashi ni à Natsu, tente de s'approprier une partie des ressources de l'équipe. Après avoir quitté le village, ils découvrent qu'Honshu est divisée en deux îles séparées par un bras de mer, qu'ils parviennent à passer grâce à l'aide de m.Izayoi. Une fois arrivés de l'autre côté, ils ont affaire à un paysage désertique où se trouvent des animaux ressemblant à des dinosaures théropodes qui semblent morts mais s'avèrent être seulement en état d'hibernation et, arrivés dans le Kanto, rencontrent Aramaki, unique survivant de l'équipe de l'hiver, mais ne lui font pas confiance. Le livre de l'eau de pluie Peu de temps après, Aramaki s'occupe des chiens (des chiots pour la plupart) avec lesquels il vit quand il s'aperçoit que deux d'entre eux, nommés Batterie et Diamant, ont disparu. De son côté, Hana trouve Batterie mais s'étonne du fait qu'il n'ait pas peur d'elle. |                   |                   |                 |                   |
| 6 | 26 mai 2005       | 4-09-138018-2     | 4 février 2009  | 978-2-8116-0001-3 |
| Liste des chapitres : Le livre de l'eau de pluie Chapitre 2 : Brume persistante Chapitre 3 : Le bourgeonnement des végétaux Chapitre 4 : La sortie d'hibernation des insectes Chapitre 5 : Le sourire des Pêchers Chapitre 6 : Les chenilles se font papillons Chapitre 7 : La nidification de moineaux Chapitre 8 : Les premières fleurs des cerisiers Chapitre 9 : Le grondement lointain de la foudre Chapitre 10 : Les premiers arcs-en-ciel |                   |                   |                 |                   |
| Le livre de l'eau de pluie Tandis que les différents membres de l'équipe du printemps ont des avis partagés sur l'arrivée d'Aramaki parmi eux, celui-ci leur fait partager son expérience de l'endroit. Peu après, cependant, Hana tombe malade et ce qu'elle tente de faire pour se soigner ne fait qu'accélérer le développement de la maladie. Se croyant condamnée elle quitte le reste du groupe, en laissant une lettre d'adieu, et prend la mer, où elle est rattrapée par Haru et Aramaki, qui sont accompagnés par Fubuki, Mitsuru, Batterie et Diamant. Les choses tournent vite au cauchemar : leurs embarcations se font attaquer par un poisson géant puis Fubuki et Mitsuru adoptent un comportement étrange envers Hana puis envers Diamant. Pendant ce temps, le courant les a fait dériver vers le sud et les mènent à l'île du chat. |                   |                   |                 |                   |
| 7 | 25 novembre 2005  | 4-09-138019-0     | 17 juin 2009    | 978-2-8116-0060-0 |
| Liste des chapitres : Le livre de la pluie sur les céréales Chapitre 1 : La Chevauchée des Walkyries Chapitre 2 : Peer Gynt ~ au matin Chapitre 3 : Humoresque Chapitre 4 : Ma patrie ~ La Moldau Chapitre 5 : Tristesse ~ le chant de l'adieu Chapitre 6 : Ave Maria |                   |                   |                 |                   |
| Le livre de la pluie sur les céréales Retour de nombreuses années en arrière, des années avant la catastrophe. Quelque part au Japon, dans un institut coupé du reste du monde, des enfants conçus à partir d'ovules et de spermatozoïdes sélectionnés sont élevés. Ceux-ci, en grandissant, diminuent progressivement en nombre, car ceux-ci sont soumis à un entrainement de plus en plus dur et tout échec entraine une exclusion du programme. Les élèves de l'institut croient que, quand l'un d'eux est exclu, il rejoint les gens du monde extérieur. En fait, il n'en est rien : les élèves exclus sont tués par leurs enseignants. Ces enfants sont, cependant, tous motivés par l'idée de "monter dans l'arche de Noé" quand ils auront 17 ans, et savent que seuls sept d'entre eux auront ce privilège. Ceux-ci n'ont pas de nom de famille et leurs noms respectifs sont tous choisis dans le champ lexical de l'été. Parmi eux, seuls quelques-uns sont suivis par l'histoire. Le principal est un garçon nommé Ango, mais il y a aussi Shigeru et Ryô, qui sont respectivement le meilleur ami et le principal rival d'Ango, ainsi que Mayu, Nobara et Koruri, un trio de jeunes filles. Deux autres garçons, Ban et Gengorô, et deux jeunes filles, Ayu et Nijiko, s'y ajoutent par suite. À 13 ans, leur entraînement devient d'un coup plus intensif et sept classes spécialisées sont créées : - la classe du feu - la classe de l'eau - la classe du vent - la classe de la terre - la classe des animaux - la classe des plantes - la classe de médecine Chaque élève doit choisir deux classes après avoir fait un essai dans chaque. À ce stade de l'histoire, leur entraînement devient soudainement bien plus intensif. Quand les élèves restants ont 17 ans, des accidents mortels se produisent étrangement et se multiplient, faisant de nombreux morts parmi ceux-ci. |                   |                   |                 |                   |
| 8 | 26 avril 2006     | 4-09-130425-7     | 17 juin 2009    | 978-2-8116-0120-1 |
| Liste des chapitres : Le livre de la pluie sur les céréales Chapitre 7 : Le Beau Danube bleu Chapitre 8 : Sonate au Clair de lune Chapitre 9 : La prière d'une vierge Chapitre 10 : Les Planètes - Mars Chapitre 11 : Les Planètes - Jupiter |                   |                   |                 |                   |
| Le livre de la pluie sur les céréales L'institut n'est plus et son emplacement est redevenu ce qu'il était à l'origine : un marais. De leur côté, les élèves ayant échappé à la destruction de leur ancien lieu de vie sont confrontés à un environnement des plus hostile, qui est, en fait, le dernier des tests que leur professeurs leurs soumettent afin de sélectionner les sept qui pourront monter dans l'arche et être envoyés dans le futur. |                   |                   |                 |                   |
| 9 | 26 septembre 2006 | 4-09-130599-7     | 19 mai 2010     | 978-2-8116-0280-2 |
| Liste des chapitres : Le livre de la pluie sur les céréales Chapitre 12 : Le Carnaval des animaux Chapitre 13 : Tribu nomade Chapitre 14 : Tableaux d'une exposition Chapitre 15 : Du Nouveau Monde Le livre des cendres Chapitre 1 : L'endroit |                   |                   |                 |                   |
| Dans un centre de formation loin de tout, des enfants spéciaux, fruits de l’eugénisme, sont formés depuis leur plus jeune âge à toutes les techniques de survie et de maîtrise des éléments. Alors qu’ils atteignent l’âge de 17 ans, tous ceux qui n’ont pas été "disqualifiés" ou qui n’ont pas péri dans des "accidents", doivent participer à l’examen de passage. Mais très vite, Ango et Ryô comprennent la vérité sur le mode de recrutement du Projet : le test ne s’arrêtera que lorsqu’il n’y aura plus que sept survivants, un seul par classe... Hors Ryô, Ango et Shigeru sont tous trois des deux mêmes classes. Ce qui implique que seuls deux d’entre eux pourront être sélectionnés et que le troisième devra mourir . Et même lorsque les sept sont sélectionnés, Kaname réalise un détail qu’il avait négligé : peut-on survivre à toutes ces atrocités et rester sain d’esprit ? |                   |                   |                 |                   |
| 10 | 26 mars 2007      | 978-4-09-131003-3 | 20 octobre 2010 | 978-2-8116-0368-7 |
| Liste des chapitres : Le livre des cendres Chapitre 2 : L'eau des mauvaises herbes Chapitre 3 : Les forêts vivent Chapitre 4 : Une porte sur l'été Chapitre 5 : La Porte étroite Chapitre 6 : Un chant de Noël |                   |                   |                 |                   |
| Accompagnée par Haru et Aramaki, Hana continue de marcher sur les traces de l’équipe B de l’été. Le groupe tombe sur un ancien abri, asile où ont vécu des survivants du cataclysme. Un journal, seul témoin de l’histoire, leur permettra-t-il de comprendre le passé ? |                   |                   |                 |                   |
| 11 | 26 août 2007      | 978-4-09-131193-1 |                 |                   |
| 12 | 25 janvier 2008   | 978-4-09-131477-2 |                 |                   |
| 13 | 10 juillet 2008   | 978-4-09-131690-5 |                 |                   |
| 14 | 9 janvier 2009    | 978-4-09-132250-0 |                 |                   |
| 15 | 10 avril 2009     | 978-4-09-132516-7 |                 |                   |
| 16 | 10 septembre 2009 | 978-4-09-132628-7 |                 |                   |
| 17 | 10 février 2010   | 978-4-09-133099-4 |                 |                   |
| 18 | 10 août 2010      | 978-4-09-133316-2 |                 |                   |
| 19 | 10 février 2011   | 978-4-09-133649-1 |                 |                   |
| 20 | 8 juillet 2011    | 978-4-09-134018-4 |                 |                   |
| 21 | 9 décembre 2011   | 978-4-09-134118-1 |                 |                   |
| 22 | 8 juin 2012       | 978-4-09-134470-0 |                 |                   |
| 23 | 9 novembre 2012   | 978-4-09-134792-3 |                 |                   |
| 24 | 8 mars 2013       | 978-4-09-135073-2 |                 |                   |
| 25 | 10 juillet 2013   | 978-4-09-135464-8 |                 |                   |
| 26 | 10 janvier 2014   | 978-4-09-135580-5 |                 |                   |
| 27 | 10 juillet 2014   | 978-4-09-136239-1 |                 |                   |
| 28 | 10 décembre 2014  | 978-4-09-136419-7 |                 |                   |
| 29 | 8 mai 2015        | 978-4-09-137299-4 |                 |                   |
| 30 | 9 octobre 2015    | 978-4-09-137768-5 |                 |                   |
| 31 | 10 mars 2016      | 978-4-09-138237-5 |                 |                   |
| 32 | 10 août 2016      | 978-4-09-138629-8 |                 |                   |
| 33 | 10 janvier 2017   | 978-4-09-138894-0 |                 |                   |
| 34 | 9 juin 2017       | 978-4-09-139308-1 |                 |                   |
| 35 | 10 août 2017      | 978-4-09-139424-8 |                 |                   |

## Anime
Une adaptation en une série télévisée d'animation a été annoncée le 26 novembre 2018. Celle-ci est réalisée par Yukio Takahashi et écrite par Touko Machida au sein du studio d'animation Gonzo; Youko Satou a fourni les character designers. Originellement prévue sur Netflix pour avril 2019, la première saison est finalement disponible le 28 juin 2019,.
La chanson de l'opening de la série, intitulée Ark, est réalisée par Amatsuki, tandis que la chanson d'ending, intitulée WISH, est interprétée par majiko.
Le 21 octobre 2019, Netflix annonce la production d'une deuxième saison prévue pour le 26 mars 2020. L'équipe de production reste identique et les seiyū reprennent leurs rôles de la première saison, la seule différence est la participation du Studio Kai à l'animation au côté du studio Gonzo.
L'opening de la saison 2, intitulée From the Seeds est interprété par Mone Kamishiraishi, tandis que la chanson d'ending, intitulée Synchro, est interprétée par Cider Girl,. En janvier 2021 les membres de l'équipe du studio annoncent que la séquence animée de l'ending va être retirée et remplacée par une autre, après avoir été informés que cette séquence avait des similarités avec l'ending de l'animé Beyond the Boundary ; cette controverse pourrait expliquer le fait qu'à ce jour une saison 3 de l'animé n'ait toujours pas été produite. L'édition Bluray de la saison 2, sortie en 2021, comporte la nouvelle animation de l'ending. 

### Liste des épisodes

#### Saison 1
| No | Titre en français      | Titre original | Date de 1re diffusion |
| -- | ---------------------- | -------------- | --------------------- |
| 1  | Le début du printemps  | 立春           | 28 juin 2019          |
| 2  | Le réveil des insectes | 啓蟄           | 28 juin 2019          |
| 3  | La petite neige        | 小雪           | 28 juin 2019          |
| 4  | Le début de l'automne  | 立秋           | 28 juin 2019          |
| 5  | La grande neige        | 大雪           | 28 juin 2019          |
| 6  | La pluie des céréales  | 穀雨           | 28 juin 2019          |
| 7  | Le solstice d'hiver    | 冬至           | 28 juin 2019          |
| 8  | Le solstice d'été      | 夏至           | 28 juin 2019          |
| 9  | La chaleur modérée     | 小暑           | 28 juin 2019          |
| 10 | La rosée froide        | 寒露           | 28 juin 2019          |
| 11 | La grande chaleur      | 大暑           | 28 juin 2019          |
| 12 | La fin de la chaleur   | 処暑           | 28 juin 2019          |

#### Saison 2
| No | Titre en français       | Titre original | Date de 1re diffusion |
| -- | ----------------------- | -------------- | --------------------- |
| 1  | La gelée blanche        | 森の下降       | 26 mars 2020          |
| 2  | Le début de l'été       | 夏が始まる     | 26 mars 2020          |
| 3  | La formation des épis   | 耳の穀物       | 26 mars 2020          |
| 4  | L'équinoxe de l'automne | 秋分           | 26 mars 2020          |
| 5  | L'équinoxe du printemps | 春分           | 26 mars 2020          |
| 6  | La rosée blanche        | 白露           | 26 mars 2020          |
| 7  | Le début de l'hiver     | 冬が始まる     | 26 mars 2020          |
| 8  | La petite froidure      | 風邪が少ない   | 26 mars 2020          |
| 9  | La barbe des céréales   | 粒いっぱい     | 26 mars 2020          |
| 10 | L'eau de pluie          | 雨水           | 26 mars 2020          |
| 11 | La grande froidure      | 寒い           | 26 mars 2020          |
| 12 | La clarté limpide       | 純粋な明るさ   | 26 mars 2020          |

## Documentation
- Lucile Fontaine, « 7 Seeds », dans Manga 10 000 Images n°3, Versailles : Éditions H, septembre 2010, p. 174-176.